# L'Avventuroso
L'Avventuroso è stato un periodico a fumetti edito dal 1934 dalla Casa Editrice Nerbini; prima pubblicazione italiana interamente dedicata ai fumetti d'avventura statunitensi arrivò a vendere centinaia di migliaia di copie settimanali. Fu inoltre una delle prime pubblicazioni a presentare le strisce a fumetti complete delle nuvolette, che fino ad allora venivano sostituite da didascalie in rima.

## Storia editoriale

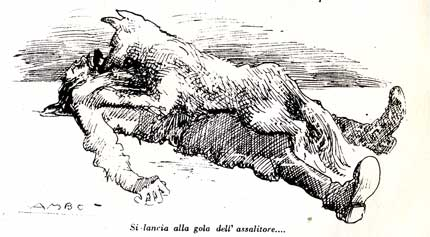
Illustrazione di Yambo del 1942 per L'Avventuroso

Il settimanale venne fondato dalla Casa Editrice Nerbini che lo pubblicò dal 14 ottobre 1934 fino al 28 febbraio 1943 per 439 numeri, per poi essere ceduto alla Arnoldo Mondadori Editore, allora nota come API (Azienda Periodici Italiani), che ne continuò la pubblicazione per altri 11 numeri e chiudendolo definitivamente il 16 maggio 1943 con il nº 450.
Ideato dal fondatore della casa editrice, Mario Nerbini, venne edito a colori in formato "giornale" e dedicato ai fumetti d'avventura statunitensi. Il formato del primo numero (32 x 43 cm) era molto più grande di quello dei periodici simili allora in edicola quali il Corriere dei Piccoli, Jumbo o lo stesso Topolino edito dalla Nerbini. Altra differenza fondamentale fu la decisione di pubblicare le "storie a quadretti", come allora venivano chiamati i fumetti, completi delle nuvolette ma senza didascalie in rima, diversamente dai concorrenti che, come il Corriere dei Piccoli, pubblicava le strisce eliminandoli e sostituendoli con didascalie in rima; sul settimanale Topolino, edito dello stesso Nerbini, le strisce del personaggio Disney venivano pubblicate lasciando le nuvolette con la traduzione dei dialoghi originali ma inserendo sotto le vignette delle didascalie in rima. Con la nuova testata Nerbini decide di fare un passo oltre e presenta le strisce nella sua originalità, limitandosi alla traduzione dei testi inglesi.
Altra rivoluzione operata da Nerbini fu la tipologia del materiale pubblicato con L'Avventuroso introducendo per la prima volta in Italia eroi realistici le cui storie erano scritte per un pubblico adulto. Questo fu possibile perché l'editore aveva stretti contatti con il King Features Syndicate, uno dei principali distributori di fumetti a strisce americani, dal quale aveva già acquistato materiale della Disney e le strisce giornaliere di Cino e Franco, che pubblicava sul settimanale Topolino; il successo di quest'ultima serie, che aveva fatto incrementare le vendite del giornale, spinse l'editore ad acquistarne di altre dal King Features Syndicate ma, invece di pubblicarle su Topolino, si decise di creare una nuova testata dedicata ai fumetti di avventura e dandole per l'appunto il nome di L'Avventuroso. La scelta del materiale pubblicato, che per la prima volta non era più l'illustrazione per bambini, fece sì che si attirasse l'attenzione di un pubblico più vasto e maturo che andava dagli adolescenti agli adulti. La scelta fu vincente e il successo della nuova testata fu clamoroso arrivando, fin dagli esordi, a 500 000 copie vendute.
Nel 1935 avvengono altri cambiamenti: nel nº 15 debutta in Italia Mandrake, fumetto destinato a riscuotere notevole successo; dal nº 21 del 1935 Flash Gordon occupa sia la prima che l'ultima pagina del giornale, relegando Jim della giungla nelle pagine interne; con il nº 25 il titolo della storia di Flash Gordon cambia da La distruzione del mondo a Le avventure di Gordon nell'impero di Ming; con il nº 31 il sottotitolo del giornale passò da Grande settimanale d'avventure a Grande settimanale per tutti, in quanto destinato, nelle intenzioni dell'editore, non solo ai giovani anche ai tanti "giovanotti e signorine" che leggevano i giornali.
Tutte le storie americane pubblicate da L'Avventuroso nei primi numeri erano distribuite dal King Features Syndicate, eccetto Terry e i pirati che era distribuita dal rivale Tribune-News Syndicate.
Nel 1935 L'Avventuroso pubblicò anche storie italiane, imponendo però agli autori di abbandonare le didascalie a favore delle nuvolette. Corrado Sarri rifiutò di farlo e raggiunse un compromesso impiegando nella storia Lo spettro di Stoccolma un ibrido tra didascalia e nuvolette, inserendo in questi ultimi le didascalie al posto dei dialoghi dei personaggi, mentre altri autori come Giorgio Scudellari, Giove Toppi e Guido Moroni Celsi si adeguarono realizzando storie che si avvicinano per la tecnica a quelle americane. Le storie italiane debuttarono già nel primo numero, dove furono pubblicate Dal deserto alla giungla (sceneggiata da Paolo Lorenzini, detto Collodi Nipote, e disegnata da Giorgio Scudellari) e Il cacciatore di serpenti (disegnata da Corrado Sarri), ma in tal caso erano prive delle nuvolette. Nel nº 34 del 2 giugno 1935 comparirà la prima storia a fumetti (con nuvolette) di autori italiani, Il richiamo della giungla, scritta da Emilio Fancelli e disegnata da Giorgio Scudellari. A queste seguiranno numerose altre storie italiane su ispirazione dei fumetti americani. Nel 1935 fu pubblicata la prima storia italiana propagandistica, La prigioniera del ras, sulla guerra d'Etiopia. Queste, insieme a quelle pubblicate sul concorrente Intrepido, sono alcune tra le prime storie a fumetti italiane per ragazzi.
A partire dal numero 61 del 1935 il numero di pagine del giornale viene ridotto da otto a sei, pur non cambiando il prezzo. Le storie italiane continuano ad essere pubblicate in ultima pagina, disegnate tra gli altri da Giove Toppi, Giorgio Scudellari, Guido Moroni Celsi e Ferdinando Vichi. Nel febbraio 1936 vengono acquistate le strisce de L'uomo mascherato, il cui successo è tale da spingere Nerbini a spostarle, con il numero 113 del 6 dicembre 1936, dapprima in ultima pagina e poi, alcuni numeri dopo (a partire dal numero 130 del 4 aprile 1937), nel doppio paginone centrale.
Nel luglio 1938 le direttive del governo italiano vietarono la pubblicazione di materiale straniero e l'uso delle nuvolette, richiedendo un maggior patriottismo alle storie pubblicate: in una comunicazione del Ministro della cultura popolare Dino Alfieri datata 19 luglio 1938 si sollecitavano gli editori a far scomparire entro tre mesi ogni soggetto o vignetta di importazione americana, come pure ogni tema antieducativa, minacciando in caso contrario la soppressione delle pubblicazioni che rifiutavano a conformarsi. In seguito a questa imposizione, Nerbini disdisse la pubblicazione di Ted Towers, Flash Gordon, Secret Agent X-9, Inspector Wade e Radio Patrol. Alla richiesta di spiegazioni da parte di Guglielmo Emanuel, mediante il quale avveniva l'acquisto delle strisce dal KFS, Nerbini rispose motivandolo con le imposizioni del Ministero e aggiungendo che «il ministero si ostina a dire che anche le altre storie che pubblico sono americane, benché firmate - obbligatoriamente - da artisti italiani! ... In breve, loro realmente ritengono che io abbia messo su una banda di scaltri imbroglioni. Questo è veramente il colmo». Personaggi come Flash Gordon, Radio Pattuglia e Agente Segreto X-9, che avevano determinato il successo della testata, scomparirono già con il numero 206 del 18 settembre 1938. Flash Gordon fu sospeso con una tavola culminante in un cliffhanger, in cui viene mostrato un Flash Gordon apparentemente privo di vita mentre tenta di essere rianimato dai suoi compagni di avventura, per far posto sulla prima pagina alla storia disegnata da Giove Toppi, I tre di Macallè, la quale ricostruiva, in chiave nazionalistica, i fatti della guerra d'Etiopia del 1896. Nerbini sperava, tuttavia, di salvare almeno Flash Gordon e il fatto che fosse in trattative con il Min.Cul.Pop. per pubblicarne il seguito è confermato dal fatto che nei numeri successivi alla sospensione degli strilloni annunciavano la successiva ripresa delle avventure del personaggio. Quando queste trattative fallirono, Nerbini annunciò su un editoriale pubblicato sul numero 215 del 20 novembre 1938 che il periodico aveva nell'ultimo periodo eliminato gran parte delle storie di importazione statunitense e che anche le due strisce straniere superstiti sarebbero state soppresse al termine degli episodi in corso, nascondendo per il momento che questa scelta era stata in realtà un'imposizione dall'alto. Di fronte alle lettere di protesta ricevute dai lettori, Nerbini, sull'editoriale del numero 219 del 18 dicembre 1938, fu costretto a rivelare la verità:
Con il numero 221 del 31 dicembre 1938 anche L'Uomo mascherato viene soppresso al termine dell'episodio in corso. L'Avventuroso viene riempito di storie italiane propagandistiche di qualità nettamente inferiore a quelle statunitensi, nonché di rubriche e di racconti in testo improvvisati, in conformità con le disposizioni del Ministero della cultura popolare. Le vendite conseguentemente crollarono, costringendo Nerbini a pubblicare sotto mentite spoglie L'Uomo mascherato, facendo ridisegnare le strisce originali a un autore italiano in modo da far passare la storia per italiana. Nonostante le proteste del KFS, restio a tale soluzione perché avrebbe costituito una sorta di "plagio", il numero 249 del 16 luglio 1939 pubblicò la prima puntata de Il giustiziere mascherato, sceneggiata da Emilio Fancelli e disegnata da Roberto Lemmi. Questa storia, pur ispirandosi all'Uomo mascherato, è completamente originale. Al termine dell'episodio, tuttavia, vengono utilizzate le strisce originali dell'Uomo mascherato, anche se ridisegnate dal Lemmi. Lemmi continuerà a ridisegnare le strisce originali dell'Uomo mascherato fino al 1941. A partire dal numero 333 del 23 febbraio 1941 vengono pubblicate le strisce originali dell'Uomo Mascherato in luogo di quelle ridisegnate da Lemmi. Sul numero 259 del 24 settembre 1939 cominciò la pubblicazione della striscia Lone Ranger di Charles Flanders. Sul numero 301 del 14 luglio 1940 torna anche Mandrake con il titolo Il Mago '900. Tornarono anche Jungle Jim e, a partire dal numero 351 del 29 giugno 1941, Brick Bradford (Marco Spada). Il ritorno di una parte delle storie statunitensi risollevò le vendite del giornale, pur non raggiungendo i picchi del periodo d'oro.
Nel 1940 Emmanuel suggerì a Nerbini di provare a pubblicare le strisce giornaliere di Flash Gordon sull'Avventuroso con il titolo di Astro, modificando eventualmente particolari che avrebbero potuto dare fastidio al regime fascista: per esempio propose di sostituire le due fanciulle comprimarie della storia con due ragazzini in modo tale da eliminare le figure femminili formose. Nel 1941 Nerbini rifiutò la proposta sostenendo che la modifica avrebbe tolto l'unico motivo di interesse della storia e che avrebbe preferito evitare di rischiare di pubblicare Gordon per non dare il pretesto per la soppressione di altre storie statunitensi fino a quel momento tollerate.
Nel 1941 si presentò il problema del fatto che in molte strisce statunitensi i nemici fossero diventati spie e agenti nazisti, alleati dell'Italia fascista. Nerbini risolse il problema modificando i dialoghi e i disegni, in modo tale che Mandrake agisse in Germania e combattesse contro spie angloamericane a fianco dei nazisti, mentre nella versione originale accadeva esattamente l'opposto. L'episodio di Mandrake contro le spie nemiche fu interrotto con il numero 375 del 14 dicembre 1941. Infatti, nel dicembre 1941, in seguito all'attacco di Pearl Harbor, gli Stati Uniti dichiararono guerra alle potenze dell'Asse, e il Ministero della Cultura Popolare ordinò la soppressione immediata dei fumetti statunitensi. Con il numero 377 del 28 dicembre 1941 venne di conseguenza sospesa l'edizione originale dell'Uomo mascherato; Roberto Lemmi disegna, a partire dal numero successivo, una versione apocrifa del personaggio nota come L'uomo misterioso. Nello stesso numero vengono soppresse anche le ultime storie americane. Nel frattempo nel dicembre 1941 il Min.Cul.Pop. aveva imposto l'abolizione delle nuvolette da tutti i fumetti e la loro sostituzione con didascalie dove riportare i dialoghi.
Nel frattempo. con il numero 373 del 30 novembre 1941 il numero di pagine aumentò a sedici, per poi essere ridotto a dodici nel febbraio 1942 e a otto a partire dal numero 388 dell'8 marzo 1942.
Nonostante le imposizioni governative, per un certo periodo si riesce ugualmente a pubblicare fumetti statunitensi modificandone il nome e, quando anche questo divenne impossibile, si arrivò a far ridisegnare le tavole americane da autori italiani riuscendo così a poter continuare la pubblicazione di storie di personaggi come L'uomo mascherato, Jim della giungla, Mandrake il mago e Brick Bradford. Durante la guerra le vendite subirono un crollo e, dopo essere stata ceduta alla Mondadori (a partire dal numero 440 del 7 marzo 1943), chiuse definitivamente, fondendosi con Topolino e con Giungla. Sugli ultimi numeri dell'Avventuroso editi dalla Mondadori furono pubblicate, ridisegnate da autori italiani, le strisce statunitensi di Brick Bradford (episodio Trono di Titania) e di Prince Valiant (ribattezzato Principe Ario), per poi essere spostate su Topolino in seguito alla soppressione dell'Avventuroso.
Dal nº 263 del 1939 appare come sottotitolo Giungla!, nome della testata con la quale si era fusa e che scompare con il nº 341 del 1941 quando riprende a essere pubblicata autonomamente. Il sottotitolo riappare con il nº 373 del 1941. Dal nº 277 del 1940 si fonde con la testata Pisellino fintanto che non riprende le pubblicazioni. Dal nº 432 del 1943 la testata cambia in Cine Racconto Avventuroso e dal nº 439 del 1943 cambia ancora in Avventuroso per poi ritornare L'Avventuroso col nº 446 del 1943 fino alla chiusura con il nº 450. Col nº 379 del 1942 scompaiono definitivamente le nuvolette per essere sostituiti dalle didascalie. La testata ufficialmente non chiude con il nº 450 ma si fonde con Topolino a partire dal nº 545 del 25 maggio 1943.
Nel corso degli anni la testata è stata oggetto di imitazione da altri editori che pubblicarono alcune testate omonime di scarso successo edite dagli anni cinquanta ai settanta e nel 1973 ci fu addirittura una contesa tra l'editore Francesco Paolo Conte e la rinata casa editrice Nerbini. Nel 1962 le Edizioni Fratelli Spada rilevarono da Nerbini alcune collane e pubblicarono la testata Albi dell'Avventuroso che riprese il nome della storica testata per reintrodurre personaggi che mancavano da tempo come Bat Star (Brick Bradford) e l'Agente Segreto X-9. La novità di questa serie era che, mentre Nerbini aveva continuato a ristampare le storie del primissimo periodo, questa invece pubblicò le storie realizzate successivamente, dagli anni quaranta fino all'inizio dei sessanta. La collana ebbe il successo sperato e venne pubblicata per 125 numeri dal 1963, a cadenza settimanale, fino al 1965. La collana, riproponendo il formato dei Super Albi della Nerbini, alternava ogni settimana i due personaggi in modo da pubblicare ogni volta un volume monotematico.
Negli anni ottanta Alfonso Pichierri, direttore della casa editrice Nerbini, varò una ristampa anastatica della serie che ebbe una distribuzione limitata.

## Contenuti
Il primo numero venne pubblicato il 14 ottobre 1934; contemporaneamente, l'uscita del nuovo settimanale veniva pubblicizzata nel supplemento al nº 94 del settimanale Topolino con la pubblicazione della prima puntata della prima storia di Flash Gordon (La distruzione del mondo) e un annuncio che invitava a scoprire il seguito comprando L'Avventuroso. Il giornale andò subito a ruba:
- Certo - dice il vecchio distributore romano [Mondini, ndr] - certo che me lo ricordo quel giorno! Dopo pochissime ore, i giornalai si precipitarono qui a chiedere ancora copie del nuovo giornale « L'Avventuroso», che era andato a ruba: una confusione, un terremoto!»
(Sergio Trinchero, I miei fumetti, Edizioni Comic Art))
Il primo numero conteneva:
- pagina 1: Flash Gordon, di Alex Raymond (italianizzato in Gordon Flasce);
- pagina 2: Filibustieri del Gran Golfo (di Emilio Fancelli, romanzo d'avventure a puntate);
- pagina 3: Radio Patrol (di Charles Schmidt su testi di Eddie Sullivan);
- pagine 4 e 5: L'agente segreto X-9 (Secret Agent X-9), di Alex Raymond;
- pagina 6: Dal deserto alla giungla (riduzione di Paolo Lorenzini dell'omonimo romanzo di Henryk Sienkiewicz; storia italiana senza nuvolette)[30]
- pagina 7: Il cacciatore di serpenti (storia italiana senza nuvolette)[30]
- pagina 8: Jim, l'uomo della giungla, di Alex Raymond.

Nel corso dei mesi successivi il giornale raggiunse la tiratura record di 500 000 copie. I primi numeri non contengono censure nonostante scene leggermente erotiche o violente; il contenuto del settimanale allarmò il gerarca fascista Dino Alfieri il quale mostrò a Mussolini i primi numeri, ma il Duce non si mostrò preoccupato. Secondo Ezio Ferrario, Mussolini concesse all'Avventuroso di sopravvivere in quanto Nerbini era un convinto fascista:
(Ezio Ferraro, Lotario Vecchi Editore, op. cit.)
Comunque Nerbini, a dimostrazione che comunque aveva ricevuto delle pressioni dal fascismo, operò, fin dai primi mesi del 1935, delle censure alle storie, che consistettero principalmente nell'eliminare i nudi coprendoli con vestiti aggiunti successivamente sulle tavole; vennero inoltre eliminati i copyright delle storie, forse per nascondere la loro origine statunitense. Inoltre i fumetti americani subirono un cambiamento dei colori rispetto all'originale in quadricromia in quanto Nerbini, per risparmiare, decise di pubblicare i giornali in tricromia.

## Serie pubblicate
La testata deve il suo successo soprattutto alle serie statunitensi pubblicate:
- Flash Gordon di Alex Raymond;
- Agente segreto X-9 di Dashiell Hammett e Alex Raymond
- Radio Pattuglia (Radio Patrol) di Eddie Sullivan e Charlie Schmidt
- Jim della giungla (Jungle Jim) di Alex Raymond
- Mandrake il mago di Lee Falk e Phil Davis
- Bob Star (Red Barry) di Will Gould
- Uomo mascherato (The Phantom) di Lee Falk e Ray Moore
- Terry e i pirati di Milton Caniff
- Il solitario della foresta (Lone Ranger) di Charles Flanders
- Brick Bradford (Marco Spada) di William Ritt e Clarence Grey.

Fra le serie di produzioni italiana:
- Petrosino di Ferdinando Vichi
- La metropoli distrutta di Mondini, Gozzi e Vichi
- L'occidente d'oro di Luigi Motta, Roberto Chiarelli e Ferdinando Vichi
- Dino e Sandro di Roberto Chiarelli, Giove Toppi e Mario Tempesti
- Gli schiumatori dei mari di Renzo Polloiani e Roberto Lemmi
- Ku-Ty-Pao di Paolo Lorenzini e Guido Fantoni
- Vittorio Bottego di Guido Fantoni.

## Autori
Tra gli autori italiani dei testi si ricordano Paolo Lorenzini, Emilio Fancelli, G. Beccari, Riccardo Chiarelli, Vincenzo Baggioli, R. Ricchi, Pietro Mormino, Nello Gandini, Antonio Sorelli, A. D'Ennery, B. D'Aloja, Giuseppe Montanari, Italico, Sandro Cassone, R. Natoli, T. Tugliani, C. Batacchi, Lucio Assalente, Guglielmo Solmavico, M. Menicucci, Dino Guernieri, Malatesta, Federico Pedrocchi, L. Motta, Mario Gentilini mentre fra i disegnatori abbiamo Giorgio Scudellari, Corrado Sarri, Gaetano Vitelli, Carlo Cossio, Guido Moroni Celsi, Giove Toppi, Orfeo Toppi, Ferdinando Vichi, Raffaello Donati, Eugenio Sguazzotti, Umberto Nava, Rudy Coghei, Cesare Dei, Guido Fantoni, Guido Zamperoni, Yambo (Enrico Novelli), Mario Tempesti, Vittorio Cossio, Roberto Lemmi, Aldo De Santis, V. B. Gori, Gracco Ponticelli, Menotti Scagliarini, Nicolò, Aurelio Galeppini, Sergio Soloviero, Ortino, Ferdinando Tacconi, B. Leporini, Franco Chiletto, Vito Maffi.